# مطار تتشانغهاي
مطار تتشانغهاي (بالإنجليزية: Changhai Airport)‏ و(بالصينية: 长海大长山岛机场) (إياتا: CNI، إيكاو: ZYCH) مطار عام يقع بمدينة Changhai في لياونينغ في الصين. يبلغ طول المدرج 850 م .

## وصلات خارجية
- http://www.flightstats.com/go/Airport/airportDetails.do?airportCode=CNI